# Ricin (växt)
Ricin (Ricinus communis) är enda arten i släktet riciner (Ricinus) och familjen törelväxter som växer i tropiska områden i Indien, Asien och Afrika. I Sverige förekommer den som prydnadsväxt. Ricin kan bli upp till 2 m hög och odlas för bladverkets skull. Bladen är djupt handflikiga, blanka och brunröda. Den blommar med gulgröna blommor från augusti till september, och kräver ett mycket soligt läge. Frukten är en mjuktaggig kapsel med stora fläckiga bönliknande frön.
Fröna innehåller 50 procent ricinolja. Ricinolja har en tarmretande effekt och har använts som avföringsmedel. Ricinolja används även i kosmetika och som smörjmedel.
Ricin är även namnet på det kraftfulla gift som finns i växtens frön (3 procent). Man kan bli förgiftad av att äta fröna, 3–6 frön ger svår förgiftning och om fröet tuggas sönder kan ett enda vara dödligt. Giftet har bl.a. använts i det ökända paraplymordet på Georgi Markov 1978.

## Ricin i historien
Ricin odlades i Egypten redan 4000 f.Kr., då man kan läsa i Eberspapyrusen 1650 f.Kr. om fröna och oljan, och i Indien 500 f.Kr. I Grekland nämns den av Theofrastos redan på 300-talet f.Kr. Plinius beskriver oljan på 70-talet och nämner då att trädet växer i Egypten och Spanien. 
I äldre Bibelöversättningar står det i Jona 4:6-11 att Gud låter ett ricinträd växa upp till skydd och tröst för Jona och sedan låter det vissna ner. Ricinträdet har därför ofta blivit avbildat tillsammans med Jona i den konsten. I Bibel 2000 har det istället översatts till kurbitsträd.

## Synonymer
Rieinusträd, ricinbuske, ricinträd, risinbuske, castorbuske, tyckefröträd.

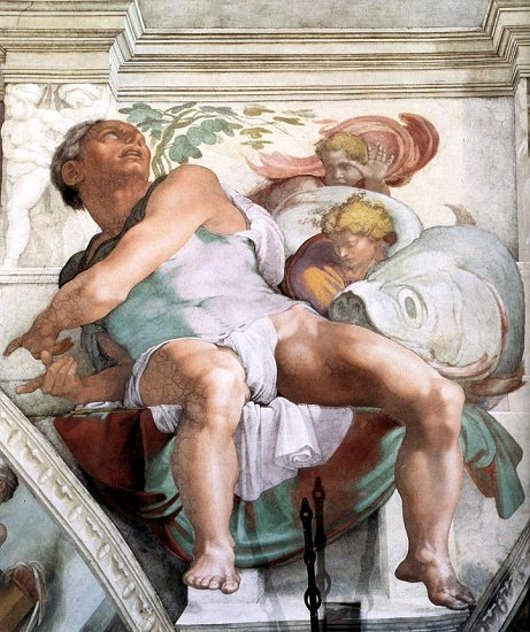
Profeten Jona under ricinträdet, fresk av Michelangelo i Sixtinska kapellet
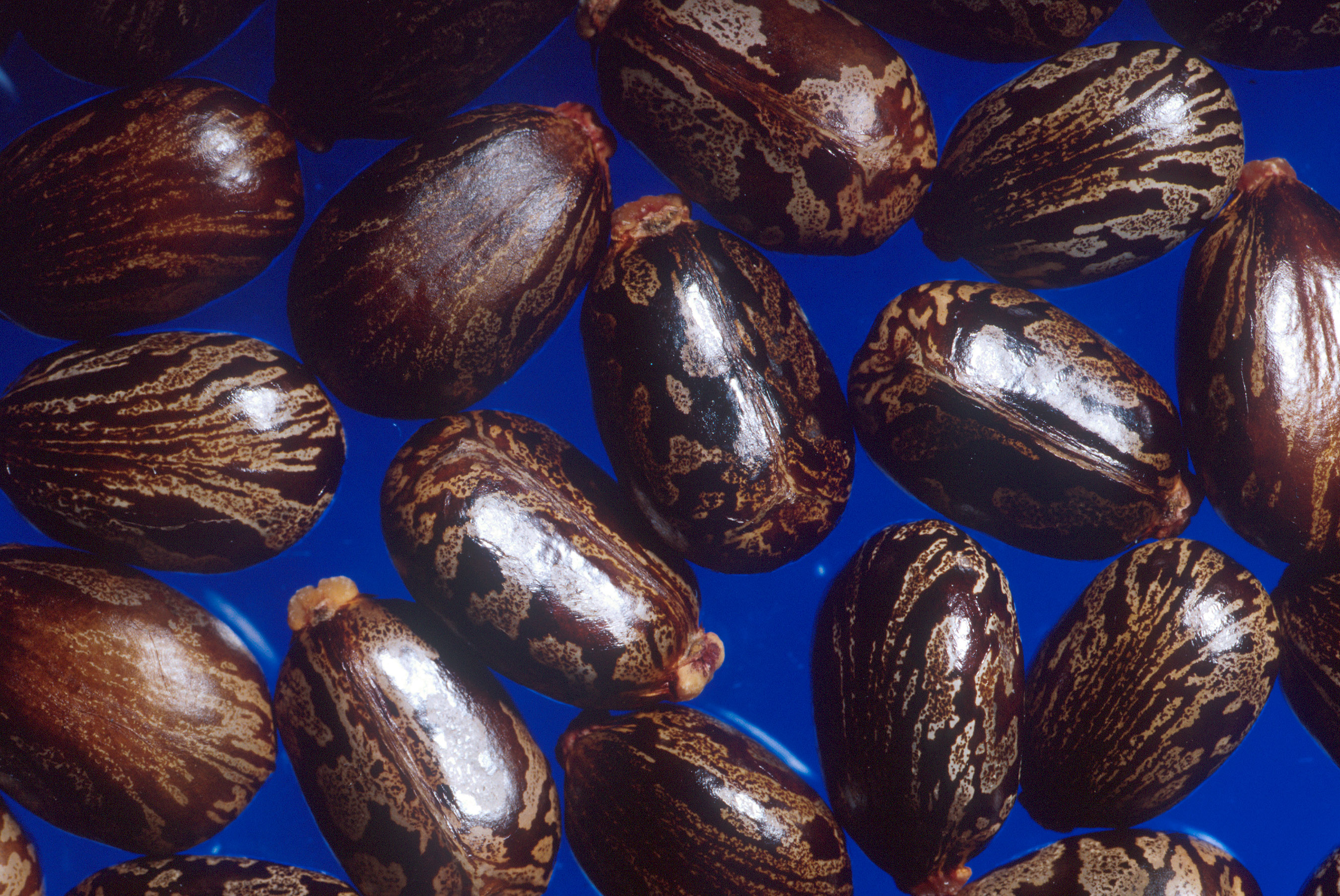
Ricinfrön
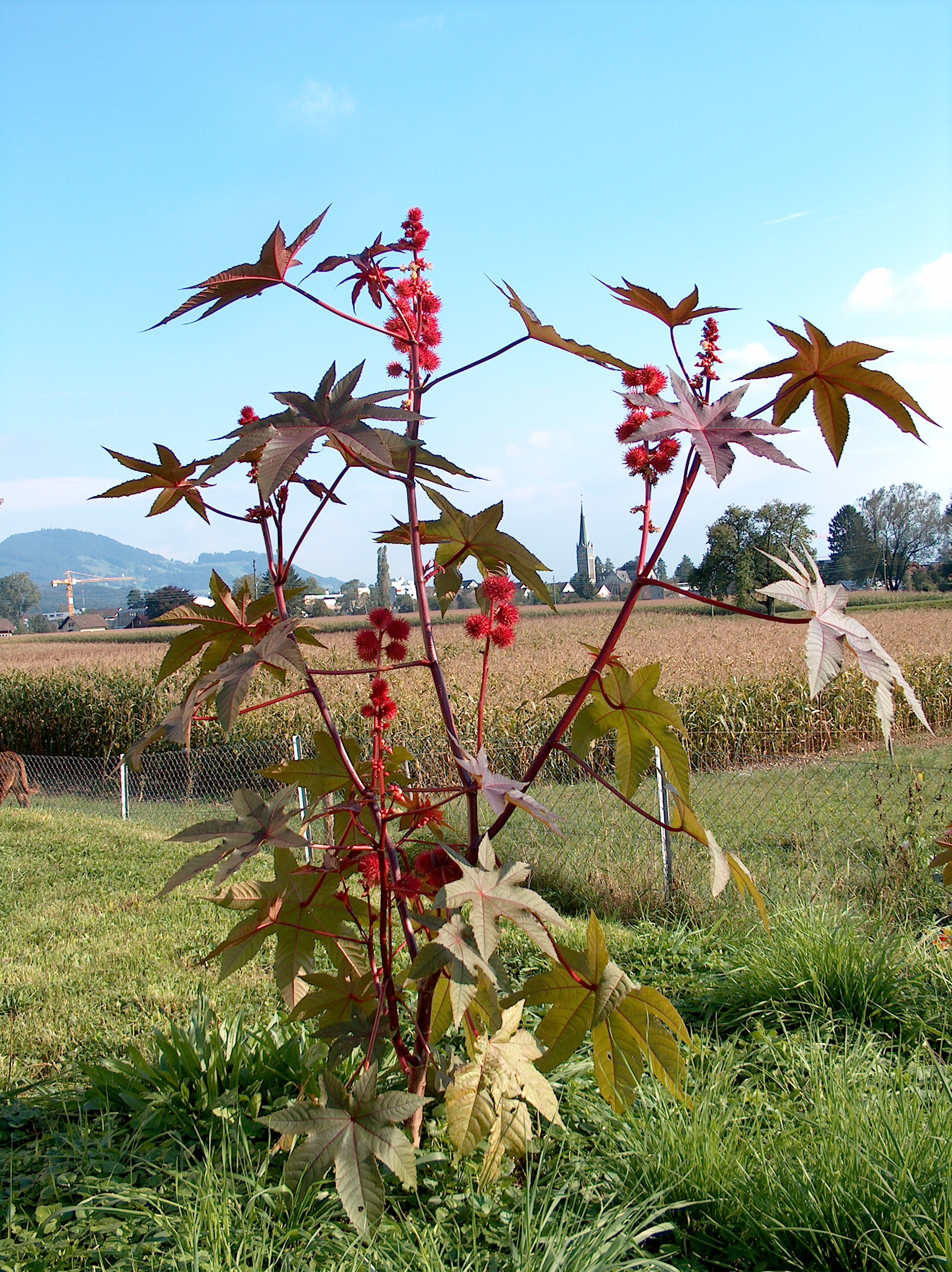
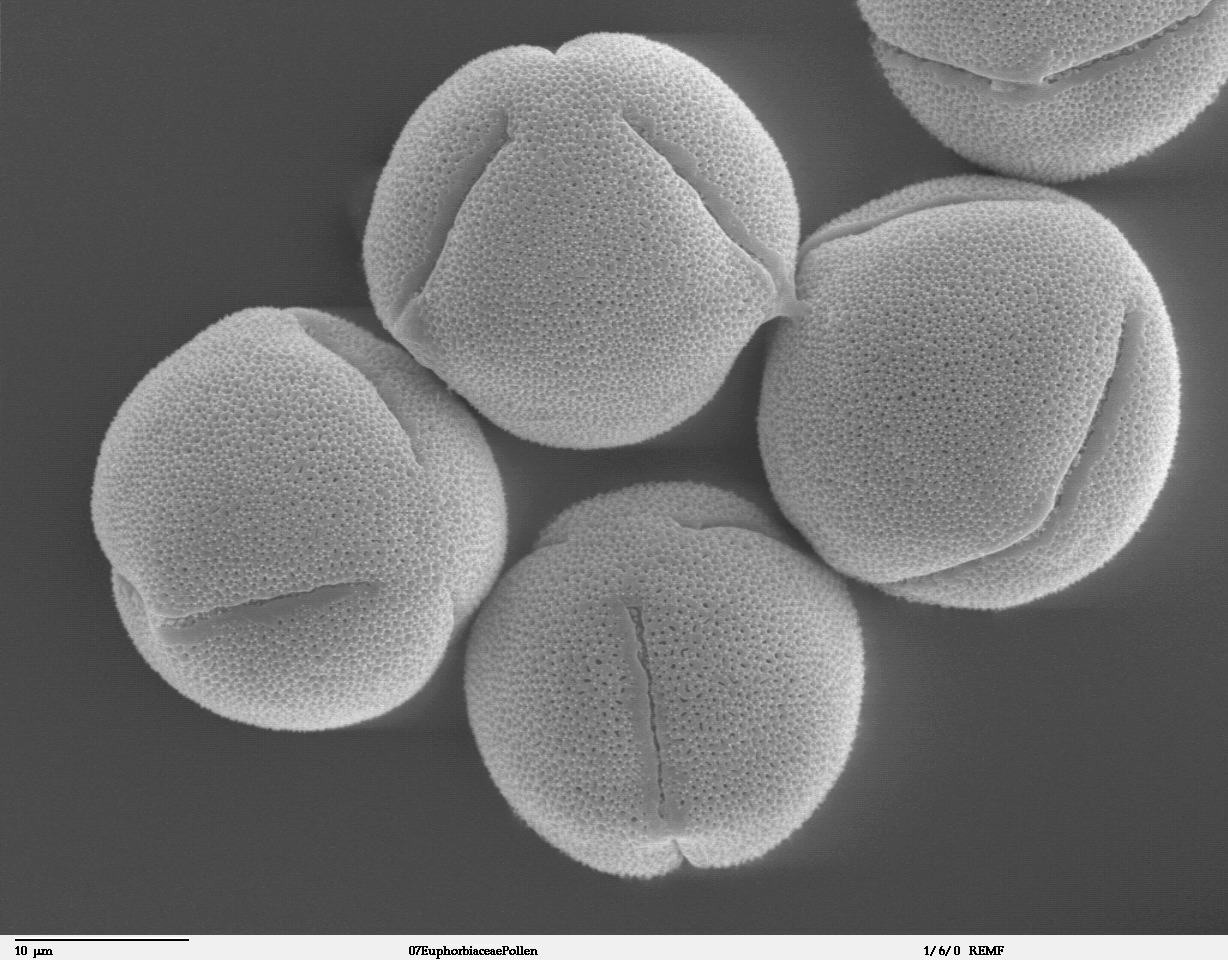
Pollen
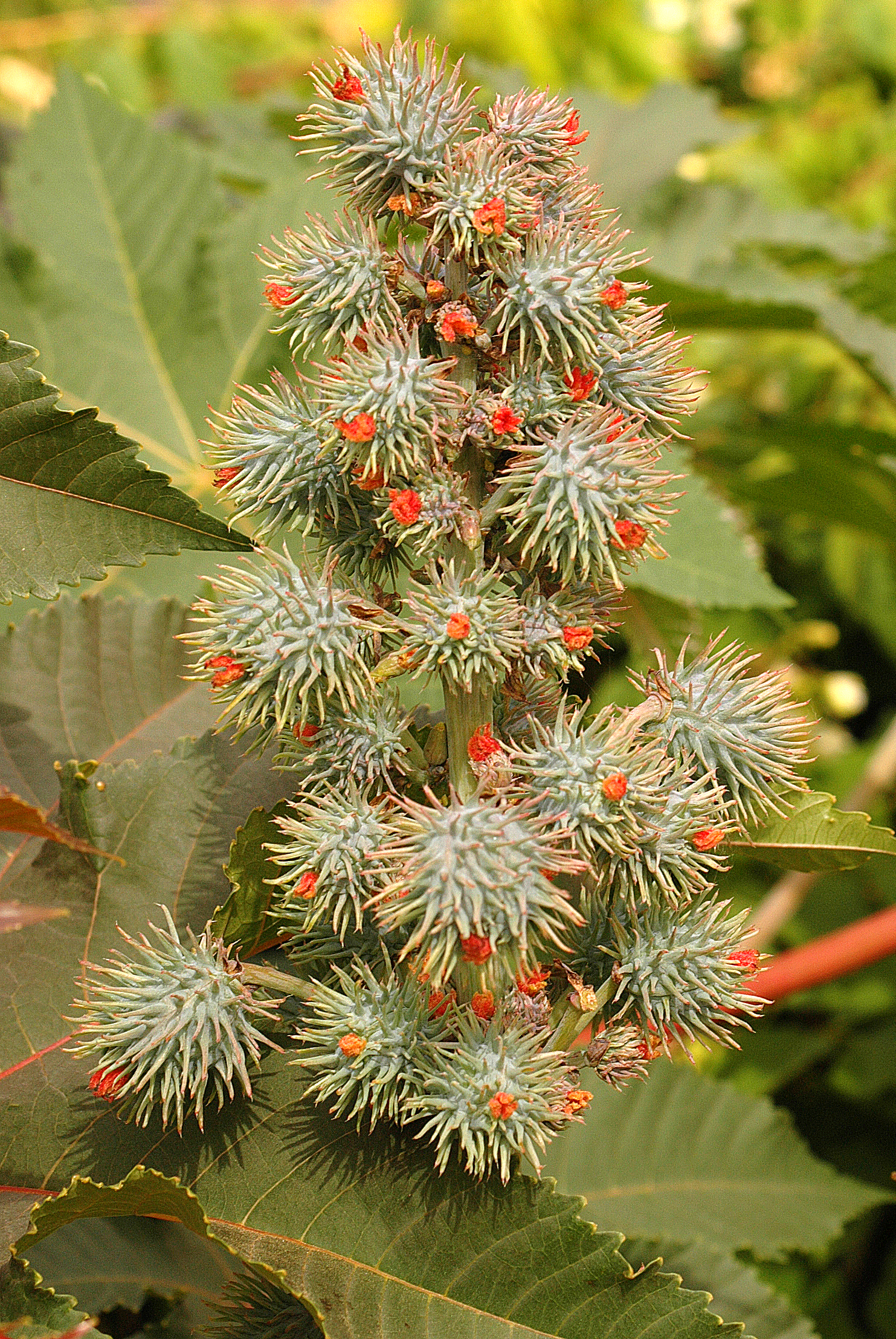
Ricinus communis (La Gomera)